# Metarranthis refractaria
Metarranthis refractaria är en fjärilsart som beskrevs av Achille Guenée 1858. Metarranthis refractaria ingår i släktet Metarranthis och familjen mätare. Inga underarter finns listade i Catalogue of Life.